# Prästbol, Sunne kommun
Prästbol är kyrkby i Östra Ämterviks socken i Sunne kommun, Värmlands län.
Här ligger Östra Ämterviks kyrka.